# Lou Gehrig
Henry Louis "Lou" Gehrig, född Heinrich Ludwig Gehrig den 19 juni 1903 i New York i delstaten New York, död den 2 juni 1941 i Bronx i delstaten New York, var en amerikansk professionell basebollspelare som spelade 17 säsonger i Major League Baseball (MLB) 1923–1939. Gehrig var förstabasman.

## Karriär

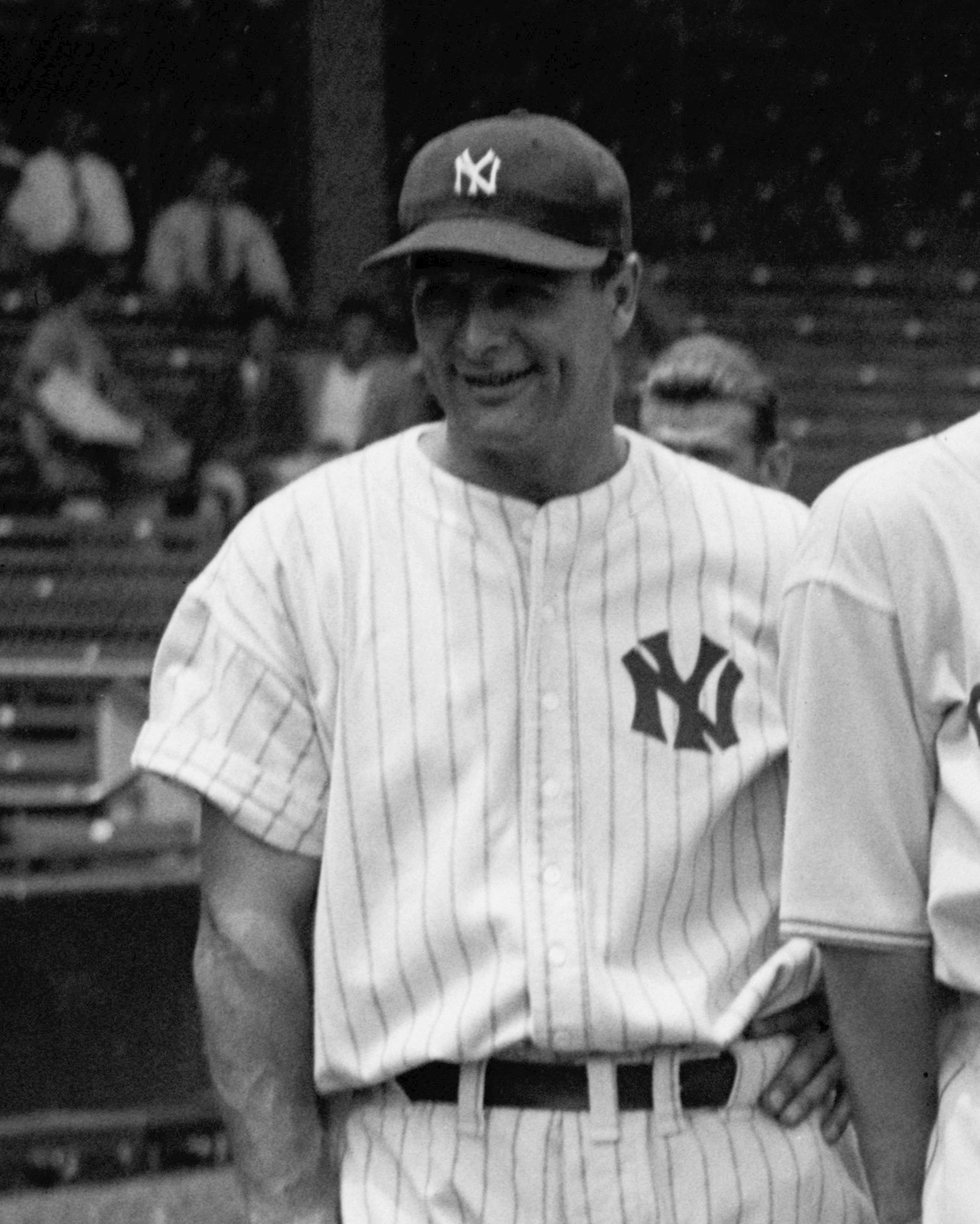
Gehrig i New York Yankees dräkt 1937.

Gehrig, som kallades The Iron Horse, spelade hela sin MLB-karriär för New York Yankees och anses vara en av de främsta basebollspelarna genom tiderna. Han vann World Series sex gånger (1927–1928, 1932 och 1936–1938) och togs ut till de sju första all star-matcherna som spelades (1933–1939). Vidare utsågs han till American Leagues mest värdefulla spelare (MVP) 1936 och fick MVP Awards föregångare American League Award 1927.
Gehrig tvingades att avsluta sin karriär 1939, då han drabbades av nervsjukdomen amyotrofisk lateralskleros, även kallad ALS. Han avled två år senare av sjukdomen, som i Nordamerika är känd som Lou Gehrig's Disease. När han offentliggjorde sitt beslut att lägga av hyllades han den 4 juli 1939 av 61 808 åskådare på Yankee Stadium i något som kallades "Lou Gehrig Appreciation Day", och som än i dag räknas som den kanske mest rörande hyllningsceremonin för en spelare någonsin inom amerikansk sport. Där nämnde han sin dödliga sjukdom och kallade den otur (bad break) men lade till den inom baseboll legendariska meningen Yet today I consider myself the luckiest man on the face of the Earth. Efter sitt tal hyllades en mycket rörd och överväldigad Gehrig av publiken med stående ovationer och ramsan We love you, Lou! i flera minuter. Journalfilmssekvensen med talet och bilder på när han torkar sina ögon och sedan blir kramad av den förra lagkamraten Babe Ruth visas ofta i basebollsammanhang.
Med början 2021 firas "Lou Gehrig Day" i MLB varje år den 2 juni som en hyllning till Gehrig och för att uppmärksamma ALS och samla in pengar till forskning om sjukdomen.

## Meriter
Vid 36 års ålder var Gehrig i december 1939 den yngsta någonsin att väljas in i National Baseball Hall of Fame, dessutom som en officiellt aktiv spelare vilket inte inträffat sedan dess. Samma år pensionerades hans tröjnummer 4 av Yankees.
Gehrig satte mängder med rekord under sin karriär och flera är – 83 år efter hans död – fortfarande inte slagna eller inom topp fem genom alla tider. Ett urval av de viktigaste:
- 23 grand slam homeruns (homeruns med spelare på samtliga baser) under karriären. Rekordet slogs 2013 av Yankees-spelaren Alex Rodriguez.[5]
- 2 130 spelade matcher i rad, en svit som tog 14 år. Rekordet, som länge ansågs oslagbart, slogs 1995 av Baltimore Orioles-spelaren Cal Ripken Jr[6], som till slut nådde 2 632 matcher i rad[7]. Gehrig är fortfarande (2024) på andra plats genom tiderna.[8]
- 184 RBI:s (inslagna poäng) under en säsong (1931) var då och är fortfarande (2024) näst flest genom tiderna.[9]
- Gehrig var den första på 1900-talet att slå fyra homeruns i samma match (1932).[10]
- Gehrig fick flest röster av alla spelare när århundradets lag röstades fram 1999.[11]

## På film
Gehrigs liv skildras i filmen Bragdernas man (1942), med Gary Cooper i rollen som Gehrig och Teresa Wright som hans hustru Eleanor. Filmen mottog elva Oscarsnomineringar och erhöll en statyett, för bästa klippning. Yankees-spelare som Babe Ruth, Bob Meusel, Mark Koenig och Bill Dickey medverkar som sig själva, liksom sportkommentatorn Bill Stern.

## Övrigt
Asteroiden 5891 Gehrig är uppkallad efter Gehrig.